# Altenmarkt bei Riegersburg
Altenmarkt bei Riegersburg ist neben Grub I, Krennach, Lembach bei Riegersburg, Riegersburg und Schweinz eine der sechs Katastralgemeinden der Marktgemeinde  Riegersburg (Steiermark).
Ortsteile der Katastralgemeinde Altenmarkt bei Riegersburg sind Altenmarkt, Brabank, Fröhlichberg, Großstatzenberg, Huberhof, Kleinstatzenberg, Lichtenstern, Neurath, Statzenbach, Winklberg und Winklgraben.

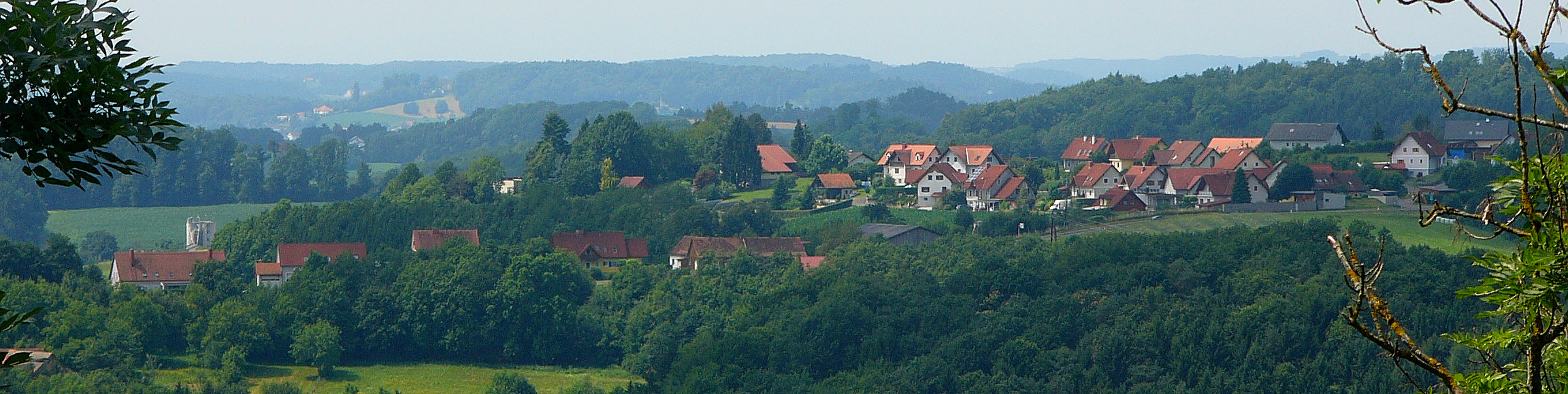
Westlich von Riegersburg liegt auf einer Anhöhe Statzenbach

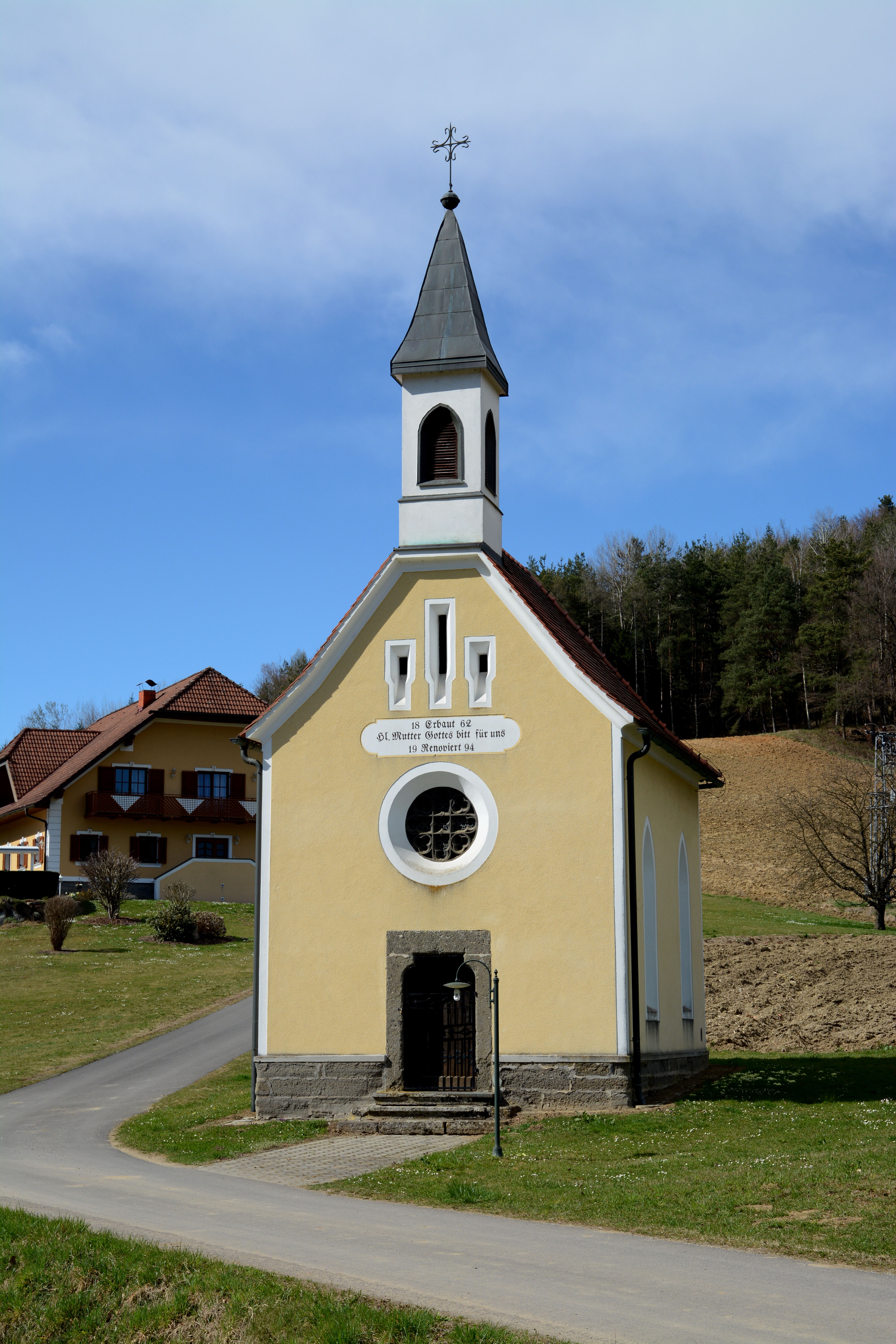
Kapelle Altenmarkt